# Sri Antu
Sri Antu (ook wel: Shree Antu of Shriantu) is een dorpscommissie (Engels: village development committee, afgekort VDC; Nepalees: panchayat) in het oosten van Nepal, gelegen in het district Ilam in de Mechi-zone. Ten tijde van de volkstelling van 2001 had het een inwoneraantal van 4452 personen, verspreid over 873 huishoudens; in 2011 waren er 4626 inwoners, verspreid over 1086 huishoudens.